# Poder Ejecutivo de Paraguay
El Poder Ejecutivo de Paraguay es uno de los tres poderes que componen el Estado paraguayo y está encabezado por el presidente de la República, quien ocupa simultáneamente las funciones de jefe de Estado y de Gobierno. La sede de este poder es el Palacio de López, una edificación construida en 1857, ubicado en la calle Paraguayo Independiente, entre Ayolas y O'Leary, en la ciudad capital, Asunción.
El Poder Ejecutivo es ejercido por el presidente de la República. Además existe un vicepresidente que, en caso de impedimento o ausencia temporal del presidente o vacancia definitiva de dicho cargo, lo sustituye con todas sus atribuciones. El presidente y el vicepresidente son elegidos por votación popular en forma conjunta, sobre la misma boleta, para un mandato de cinco años, sin posibilidad de reelección.
El presidente es el jefe de Estado y de gobierno de Paraguay. Tiene, entre otras atribuciones, la facultad de nombrar y remover a su voluntad a los ministros del Poder Ejecutivo, que son los jefes de la administración de sus respectivas carteras, en las cuales, bajo la dirección del presidente de la República promueven y ejecutan la política relativa a las materias de su competencia. La reunión de todos los ministros, por convocatoria del presidente, se denomina Consejo de Ministros. El gabinete o consejo de ministros tiene por finalidad coordinar las tareas ejecutivas, impulsar la política del gobierno y adoptar decisiones colectivas.

## Funciones
Son deberes y atribuciones de quien ejerce la presidencia de la República:
1. representar al Estado y dirigir la administración general del país;
2. cumplir y hacer cumplir esta Constitución y las leyes;
3. participar en la formación de las leyes, de conformidad con esta Constitución, promulgarlas y hacerlas publicar, reglamentarlas y controlar su cumplimiento;
4. vetar, total o parcialmente, las leyes sancionadas por el Congreso, formulando las observaciones u objeciones que estime convenientes;
5. dictar decretos que, para su validez, requieren el refrendo del ministro del ramo;
6. nombrar y remover por sí a los ministros del Poder Ejecutivo, al procurador general de la República y a los funcionarios de la Administración Pública, cuya designación y permanencia en los cargos no estén reglados de otro modo por esta Constitución o por la ley;
7. el manejo de las relaciones exteriores de la República. En caso de agresión externa, y previa autorización del Congreso, declarar el Estado de Defensa Nacional o concertar la paz; negociar y firmar tratados internacionales; recibir a los jefes de misiones diplomáticas de los países extranjeros y admitir a sus cónsules y designar embajadores, con acuerdo del Senado;
8. dar cuenta al Congreso, al inicio de cada período anual de sesiones, de las gestiones realizadas por el Poder Ejecutivo, así como informar de la situación general de la República y de los planes para el futuro;
9. es Comandante en jefe de las Fuerzas Armadas de la Nación, cargo que no se delega. De acuerdo con la ley, dicta los reglamentos militares, dispone de las Fuerzas Armadas, organiza y distribuye. Por sí, nombrar y remover a los comandantes de la Fuerza Pública. Adopta las medidas necesarias para la defensa nacional. Provee, por sí los grados en todas las armas, hasta el de teniente coronel o sus equivalentes y, con acuerdo del Senado, los grados superiores;
10. indultar o conmutar las penas impuestas por los jueces y tribunales de la República, de conformidad con la ley, y con informe de la Corte Suprema de Justicia;
11. convocar a sesiones extraordinarias al Congreso, a cualquiera de las Cámaras o a ambas a la vez, debiendo éstas tratar sólo aquellos asuntos sometidos a su respectiva consideración;
12. proponer al Congreso proyectos de ley, los cuales podrán ser presentados con solicitud de urgente consideración, en los términos establecidos en esta Constitución;
13. disponer la recaudación e inversión de las rutas de la República, de acuerdo con el Presupuesto General de la Nación y con las leyes, rindiendo cuenta anualmente al Congreso de su ejecución;
14. preparar y presentar a consideración de las Cámaras el proyecto anual de Presupuesto General de la Nación;
15. hacer cumplir las disposiciones de las autoridades creadas por esta Constitución, y
16. los demás deberes y atribuciones que fije esta Constitución.

## Acefalías y sucesión presidencial
En caso de impedimento o ausencia del presidente de la República, lo reemplazará el vicepresidente, y a falta de este y en forma sucesiva, el presidente del Senado, el de la Cámara de Diputados y el de la Corte Suprema de Justicia.
Si se produjera la vacancia definitiva de la Vicepresidencia durante los tres primeros años del período constitucional, se convocará a elecciones para cubrirla. Si la misma tuviese lugar durante los dos últimos años, el Congreso, por mayoría absoluta de sus miembros, designará a quien debe desempeñar el cargo por el resto del período. (art. 234 de la Constitución Nacional).

### Caso Marzo Paraguayo
En 1999 durante el Marzo Paraguayo, se dio la doble acefalía: El vicepresidente, Luis María Argaña, fue asesinado el 23 de marzo, y el presidente, Raúl Cubas Grau, renunció el 28 de marzo, por el cual asumió ese mismo día el presidente del Senado, Luis González Macchi, como presidente de la República. Al año siguiente, en el 2000, se llamaron a elecciones para cubrir el cargo de vicepresidente de la República.

## Ministerios
En la actualidad el Poder Ejecutivo está integrado por los siguientes ministerios y ministros:
| Cartera                                                    | Titular                     | Período                            |
| ---------------------------------------------------------- | --------------------------- | ---------------------------------- |
| Unidad de Gestión                                          |                             |                                    |
| Ministerio de Hacienda                                     | Carlos Fernández Valdovinos | 15 de agosto de 2023 - en el cargo |
| Ministerio de Relaciones Exteriores                        | Rubén Ramírez               | 15 de agosto de 2023 - en el cargo |
| Ministerio del Interior                                    | Enrique Riera               | 15 de agosto de 2023 - en el cargo |
| Ministerio de Salud Pública y Bienestar Social             | María Teresa Barán          | 15 de agosto de 2023 - en el cargo |
| Ministerio de la Mujer                                     | Cynthia Figueredo           | 15 de agosto de 2023 - en el cargo |
| Ministerio de Justicia                                     | Ángel Ramón Barchini        | 15 de agosto de 2023 - en el cargo |
| Ministerio de Trabajo, Empleo y Seguridad Social           | Mónica Recalde              | 15 de agosto de 2023 - en el cargo |
| Ministerio de Obras Públicas y Comunicaciones              | Claudia Centurión           | 15 de agosto de 2023 - en el cargo |
| Ministerio de Agricultura y Ganadería                      | Carlos Giménez              | 15 de agosto de 2023 - en el cargo |
| Ministerio de Industria y Comercio                         | Javier Giménez García       | 15 de agosto de 2023 - en el cargo |
| Ministerio de Defensa Nacional                             | Óscar González              | 15 de agosto de 2023 - en el cargo |
| Ministerio de Educación y Ciencias                         | Luis Fernando Ramirez       | 15 de agosto de 2023 - en el cargo |
| Ministerio de Desarrollo Social                            | Tadeo Rojas Meza            | 15 de agosto de 2023 - en el cargo |
| Ministerio del Ambiente y Desarrollo Sostenible            | Rolando de Barros Barreto   | 15 de agosto de 2023 - en el cargo |
| Ministerio de Urbanismo, Vivienda y Hábitat                | Juan Carlos Baruja          | 15 de agosto de 2023 - en el cargo |
| Ministerio de Tecnologías de la Información y Comunicación | Gustavo Villate             | 15 de agosto de 2023 - en el cargo |
| Ministerio de la Niñez y la Adolescencia                   | Walter Gutiérrez            | 15 de agosto de 2023 - en el cargo |